# Maison Redpath
La maison Redpath (aussi connue sous le nom de maison Francis-Robert-Redpath) était une maison bourgeoise située dans le quartier du Mille carré doré à Montréal au Canada. Elle fut à l’origine construite pour Francis Robert Redpath, fils de John Redpath.
Construite en 1886, cette résidence fut conçue et réalisée par l’architecte Andrew Taylor dans le style Queen Anne. Lors de sa construction, la maison Redpath était mitoyenne à une autre résidence construite pour Emily Jane Bonar Redpath, fille de John Redpath. Les résidences jumelées formaient autrefois un ensemble cohérent de par leur symétrie.
En 1986, un projet de démolition fut présenté à la Ville de Montréal par son nouveau propriétaire dans le but de construire à sa place un immeuble collectif d'habitation de 7 étages. La Ville ayant accepté, la démolition débuta en 1987 par l'arrière de la maison. Elle fut interrompue lorsqu'Héritage Montréal obtint une injonction. Il ne restait alors que la façade. Restée à l'abandon et sans mesure de protection, elle se dégrada aux intempéries.
La maison fut détruite le 19 mars 2014 malgré plusieurs tentatives de sauvetage par Héritage Montréal,.

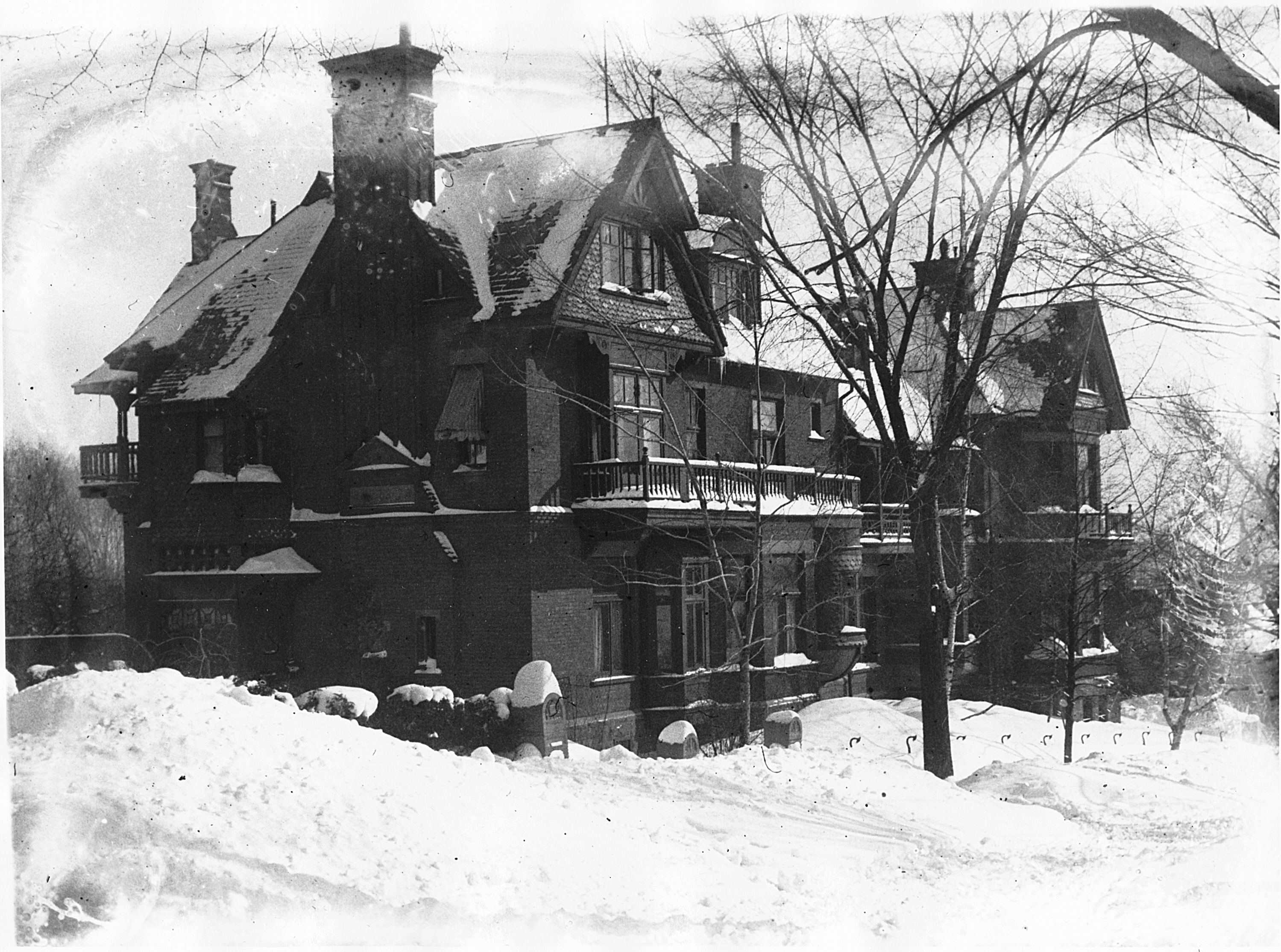
Vers 1900
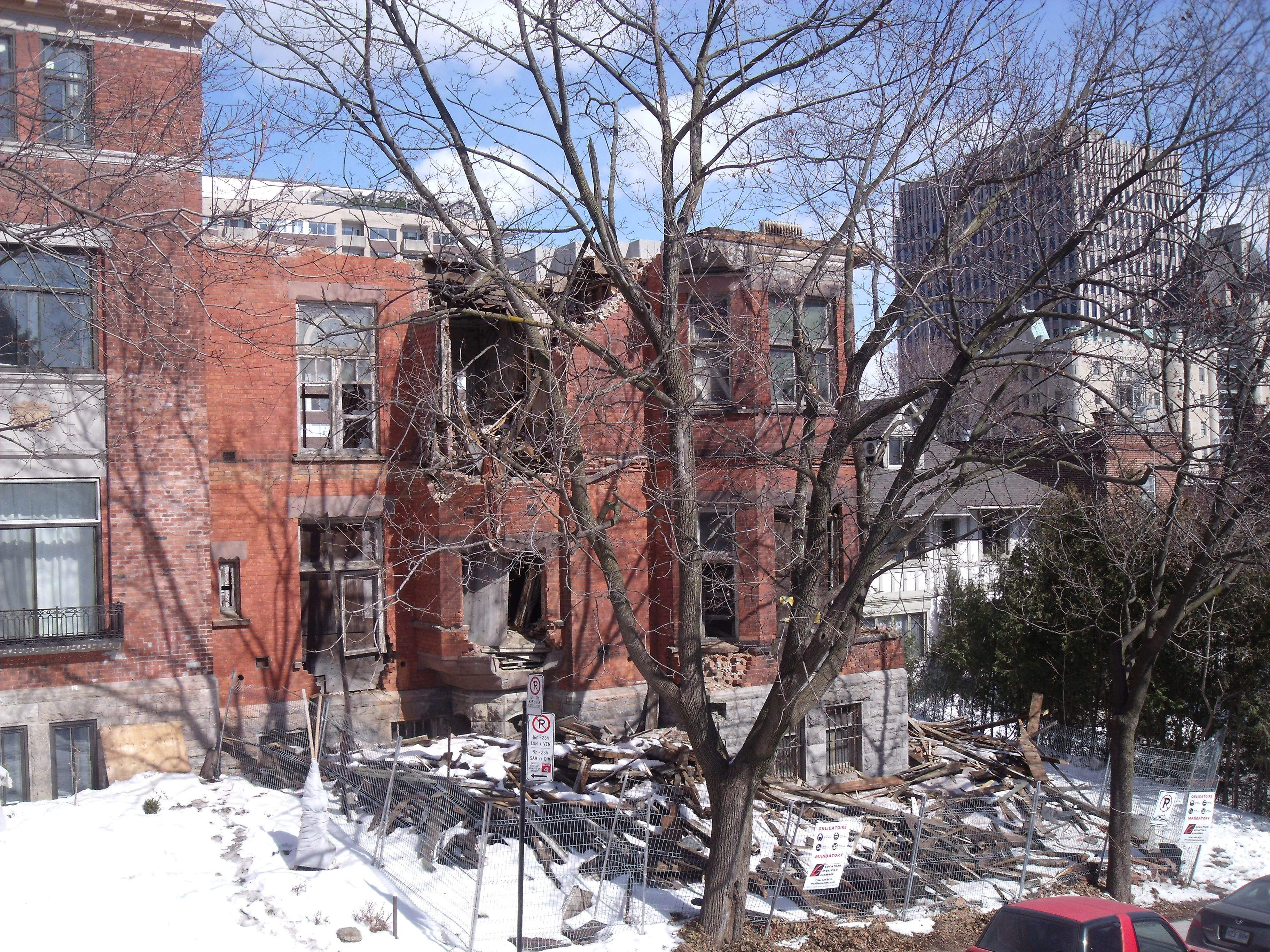
17 mars 2014
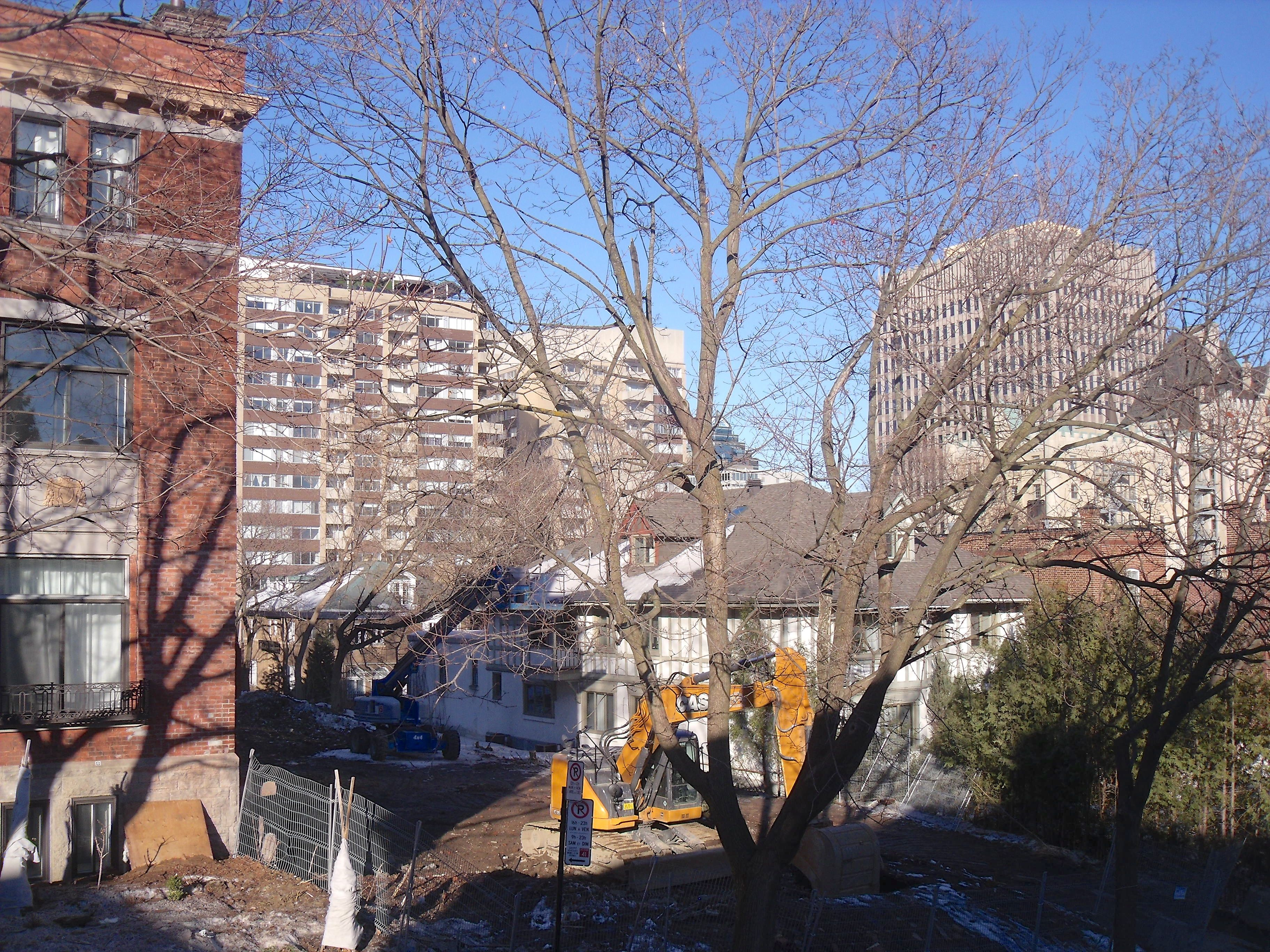
21 mars 2014